# جمعیت‌شناسی بریتانیا
طبق سرشماری سال ۲۰۱۱، جمعیت بریتانیا حدود ۶۳٬۱۸۲٬۰۰۰ است، بنابراین این کشور از نظر جمعیت، در اروپا سوم (بعد از آلمان و فرانسه) و در جهان بیست و دوم است. تراکم جمعیت کلی در بریتانیا ۲۵۹ نفر در هر کیلومتر مربع (۶۷۱ نفر در هر مایل مربع) است، با این توضیح که تراکم جمعیت در انگلستان به‌طور قابل توجهی بالاتر از تراکم جمعیت در ولز، اسکاتلند و ایرلند شمالی است. تقریباً یک سوم از جمعیت بریتانیا در جنوب شرقی انگلستان زندگی می‌کنند که منطقه‌ای عمدتاً شهری و حومه‌نشین است. شهر لندن با جمعیتی حدود ۸ میلیون نفر در این منطقه قرار دارد. تراکم جمعیت در منطقهٔ جنوب شرقی انگلستان بیش از ۵٬۲۰۰ نفر در هر کیلومتر مربع (۱۳٬۴۶۸ نفر در هر مایل مربع) است.

ساکنین بریتانیا به عنوان نمونه‌ای از جامعه‌ای که دستخوش «انتقال جمعیتی» هستند، شناخته می‌شوند. این انتقال از یک «جمعیت پیشاصنعتی» با نرخ زاد و ولد و مرگ و میر بالا و نرخ رشد جمعیتی پایین به سمت «کاهش مرگ و میر و در نتیجه سریع‌تر شدن نرخ رشد جمعیت» و سرانجام «کاهش زاد و ولد و مرگ و میر و در نتیجه کاهش مجدد نرخ رشد جمعیت» در حال وقوع است.